# DJ Dan
DJ Dan (de son nom Daniel Wherrett) est un artiste, disc jockey et producteur américain de musique électronique de genre house music.

## Discographie

### Singles
- DJ Dan & Ido - That sound
- DJ Dan & Hatiras - Baked From Scratch (Blow Media)
- DJ Dan - Bam (InStereo)
- DJ Dan and Grandadbob - Disco Hertz EP (Faith and Hope Recordings)
- DJ Dan - Transformers Cartoon Theme (Hasbro)
- DJ Dan & DJ Sneak - Speaker Hoes (Unreleased)
- DJ Dan & Steve Mac - Da Muzik (Unreleased)
- DJ Dan - Get Up (Kinetic)
- DJ Dan & Bryan Cox - It’s Getting Closer (Ammo)
- DJ Dan & Hatiras - Love For The Weekend (Blow Media)
- DJ Dan Presents Needle Damage – That Zipper Track (Moonshine)
- DJ Dan - Needle Damage Remixes (Audacious)
- DJ Dan - Put That Record Back On (Kinetic)
- DJ Dan - Put That Record Back On (Part 1) (Honchos)
- DJ Dan - Put That Record Back On (Part 2) (Honchos)
- DJ Dan - Rock To The Rhythm (Audacious)
- DJ Dan - That Phone Track (Subliminal)
- DJ Dan & Dano - That Arrival (Red Melon Records)
- DJ Dan - Monkey Business (InStereo)
- DJ Dan - Annihilated (InStereo)
- DJ Dan feat Suzie Del Vecchio - Baila Baila (InStereo)
- DJ Dan – Seduction (InStereo)
- DJ Dan & Donald Glaude - Stick Em (InStereo)
- DJ Dan & Hipp-E - Bangin On Ya System (InStereo)
- DJ Dan – Illectrolingus (InStereo)
- DJ Dan - N20 (InStereo)
- DJ Dan - Chop Shop (InStereo)
- DJ Dan - Further Damage EP (Audacious)
- DJ Dan - Secret Stash EP (InStereo)
- DJ Dan - Bam 2009 (InStereo)
- DJ Dan Presents Future Retro - Evolution 1 (Nettwerk)
- DJ Dan Presents Future Retro - Evolution 2 (Nettwerk)
- DJ Dan Presents Future Retro - Evolution 3 (Nettwerk)
- DJ Dan Presents Future Retro - Fascinated (Nettwerk)

### Remixes
- 7 Days In A Bathroom (Neo Recordings)
- A Tribe Called Quest - Public Enemy (DJ Dan Mix) (Jive Electro)
- Atomic Babies - Cetch Da Monkey (DJ Dan Remix) (BML)
- Basco - Everythings Gone To The Beat (Electroliners Remix) (Smile Recordings)
- Blake Lewis - How Many Words (DJ Dan Remix) (BMG)
- Brother Grimm - Radiate (Electroliners Remix) (Smile Recordings)
- Carl Cox - The Future (DJ Dan Mix) (Moonshine)
- Cirrus - Back On A Mission (DJ Dan Remix) (Moonshine)
- Cirrus - Stop and Panic (DJ Dan Mix) (Moonshine)
- Citizen King - Better Days (DJ Dan Remixes) (Warner)
- Delirium (DJ Dan Remix) (Nettwerk)
- Depeche Mode - Precious (DJ Dan Remix) (Sire/Warner)
- Dino Lenny - I Feel Stereo (DJ Dan Mix) (Yoshitoshi)
- Dub Pistols - Unique Freak (DJ Dan Mix) (Unreleased)
- Enrique Iglesias - Do You Know (DJ Dan Mix)
- Ferry Corsten - Body Rock (DJ Dan Remix) (Moonshine)
- Filter - The Best Things (DJ Dan & Terry Mullan Remix) (Reprise)
- Freshmaka - I Am The Freshmaka (DJ Dan Mix) (Moonshine)
- Groove Armada - Chicago (DJ Dan & Terry Mullan Remix) (Jive Electro)
- Happy Rhodes - Roy (DJ Dan Mix) (Iwillgetthis4u)
- Jamie Kennedy & Stu Stone - Circle Circle Dot Dot (DJ Dan Remix) (Warner)
- Jon H & Rakal - Drop Da Beat (DJ Dan Mix) (Red Menace)
- Keoki - Crash (DJ Dan Mix) (Moonshine)
- M5 Feat. Brad Raker - Sanctuary (Electroliners Remix) (Sorted)
- Mephisto Odyssey - Flow (DJ Dan Mix) (Warner)
- New Order - Krafty (DJ Dan Remix) (Warner)
- New Order - Guilt Is A Useless Emotion (DJ Dan Remix) (Warner)
- Olive - I Am Not In Love (DJ Dan Mix) (Warner)
- Orgy - Blue Monday (DJ Dan Mix) (Warner)
- Orgy - Stiches (DJ Dan Mix) (Warner)
- Paradiso Girls - Patron Tequila (DJ Dan's Mix)
- Pussycat Dolls - Don't Cha (DJ Dan's Dub) (Interscope)
- Rob Tissera - Kick Up The Volume (Electroliners Remix) (XL)
- White Knight - New World Order (DJ Dan & Dano Mix) (Smile Recordings)
- Yoko Ono - Give Peace A Chance (DJ Dan Remix) (Twisted)
- Rooster & Peralta - Shake it (DJ Dan Remix) (Funkatronik)
- DJ Kue - The Way (DJ Dan Remix) (InStereo)
- Mike Balance - Loud Enough (DJ Dan Remix) (InStereo)
- Macca – Gangster (DJ Dan Remix) (Invasive Recordings)
- I Don't Care - I Don't Care (DJ Dan Edit) (InStereo)
- Loops of Fury - Flick A Switch (DJ Dan and Mike Balance Remix) (U&A Recordings)
- Lady Gaga - Paparazzi (DJ Dan Remix) (Interscope)
- Janet Jackson - Make Me (DJ Dan Vocal and Peaktime Remixes) (Interscope)
- Space Cowboy feat Cinema Bizarre - We Came 2 Party (DJ Dan Remix) (Interscope)
- P Diddy - Love Come Down (DJ Dan Remix) (Interscope)
- Lady Gaga - Bad Romance (DJ Dan Remix) (Interscope)
- Lady Gaga feat. Beyonce - Telephone (DJ Dan Extended Mix) (Interscope)

### Compilations
- Accelerate (Kinkysweet)
- Another Late Night (Moonshine)
- Beats 4 Freaks (Moonshine)
- DJ Dan: In Stereo (Kinetic)
- Funk The System (Moonshine)
- Lift Vol 1 (Thrive)
- Lift Vol 2 (Thrive)
- Loose Caboose (VRG)
- Mixed Live: Ruby Skye San Franicsco (Moonshine)
- Roundtrip (Kinetic)
- URB Mix Vol 2 (Smile Communications)

### Albums studio
- Future Retro (Nettwerk, 2010)